# カルロス・アコスタ

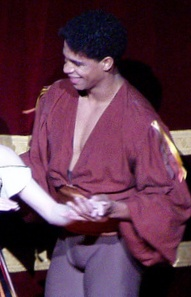
カルロス・アコスタ

カルロス・ユニオール・アコスタ・ケサダ（Carlos Yunior Acosta Quesada, CBE、1973年6月2日 - ）は、キューバ生まれのバレエ・ダンサー。いまだに白人系が圧倒的地位を占めるバレエ界において、黒人系として初めて英国ロイヤル・バレエ団のプリンシパル・ダンサーとなった逸材である。現在はイギリス国籍を取得し、英国バーミンガムロイヤルバレエ団の芸術監督を務めている。

## 略歴
13人兄弟の末っ子として生まれ、不良化するのを恐れたトラック運転手の父親がハバナのバレエ学校に入学させたのがバレエを始める契機だった。社会主義国家ゆえにキューバでは教育費が無料なので、こうした進学が可能だった。当初は腕白小僧だったので、さぼってばかりだったそうだが、やはり父の命令で転校させられたキューバ国立バレエ学校に通ううち、次第に踊りに没頭するようになる。
1990年、ローザンヌ国際バレエコンクールで金賞を受賞したのを皮切りに、ヨーロッパ各国のあらゆるバレエコンクールを制覇して注目を浴びる。1991年にイングリッシュ・ナショナル・バレエに招かれるが、翌年負傷が元でキューバに帰国した。まもなくアリシア・アロンソ率いるキューバ国立バレエに入団し、1994年プリンシパルへと昇格した。これと平行して1993年11月から芸術監督ベン・スティーヴンソンの招きで米国ヒューストン・バレエ団にプリンシパルとして入団し、同団の看板プリマ・バレリーナだった黒人ダンサー、ローレン・アンダーソン（Lauren Anderson）とのパートナーシップで数々のレパートリーを踊った。
1998年、芸術監督アンソニー・ダウエルに招かれて英国ロイヤル・バレエ団にプリンシパルとして入団する。後にシルヴィ・ギエムと同格のプリンシパル・ゲスト・アーティストとなる。スペイン人ダンサー、タマラ・ロホとのパートナーシップで数々のレパートリーを踊っている。現在ではロイヤルでの活動と平行して、アメリカン・バレエ・シアター他、世界各地で数多くのゲスト出演を行っている。

## 特徴
アコスタの魅力は通常の男性ダンサーとは一線を画す、野生的なルックスにしなやか、かつ驚異的な跳躍、切れのある踊りである。それに加えて、役に対する真摯な姿勢と解釈も評価され、『白鳥の湖』など古典作品から、ウィリアム・フォーサイスなどコンテンポラリー作品にいたるまで幅の広いレパートリーを持つ。
現在のレパートリーは『白鳥の湖』、『ジゼル』、『ドン・キホーテ』、『マノン』、『うたかたの恋』、『ロミオとジュリエット』、『ラ・バヤデール』、『リーズの結婚』（『ラ・フィユ・マル・ガルデ』）、『大地の歌』、『シャドウプレイ』、『アポロ』、『放蕩息子』、『In the middle, somewhat elevated』などが挙げられる。
また、2004年には自らの半生をモデルに演出・振付した『トコロロ』（Tocororo―A Cuban Tale）を発表した（ロンドン、サドラーズ・ウェルズ劇場で初演）。この作品は2006年にも再演され、テレビ放映された。
2014年、バレエへの貢献を称え大英帝国勲章が授与された。